# Trianguloscalpellum elegantissimum
Trianguloscalpellum elegantissimum is een rankpootkreeftensoort uit de familie van de Scalpellidae. De wetenschappelijke naam van de soort is voor het eerst geldig gepubliceerd in 1972 door Rao & Newman.